# Ricardo Vallarino
Ricardo Vallarino, född den 3 april 1893 och död den 4 november 1956, var en uruguayansk fotbollsdomare.
Vallarino dömde ett flertal matcher i de sydamerikanska mästerskapen mellan 1917 och 1925. 1930 var han en av domarna som deltog och dömde i det första världsmästerskapet i fotboll i hans hemnation Uruguay. Vallarino dömde en match som huvuddomare under VM, nämligen matchen mellan Paraguay och Belgien som slutade 1-0 till Paraguay.